# Аньозине
Аньо̀зине (на италиански: Agnosine, на източноломбардски: Gnùsen, Нюзен) е село и община в Северна Италия, провинция Бреша, регион Ломбардия. Разположено е на 465 m надморска височина. Населението на общината е 1824 души (към 2013 г.).